# Vladislavs Gutkovskis
Vladislavs Gutkovskis (Riga, 1995. április 2. –) lett válogatott labdarúgó, a lengyel Raków Częstochowa csatárja.

## Pályafutása

### Klubcsapatokban
Gutkovskis a lett fővárosban, Rigában született.
2011-ben mutatkozott be a helyi JFK Olimps felnőtt csapatában. 2013 és 2015 között a Skontonál játszott, ahol 64 mérkőzésen 39 gólt ért el.
2016-ban a lengyel első osztályban érdekelt Nieciecza csapatához igazolt. Először a 2016. április 2-ai, Korona Kielce ellen 1–0-ra elvesztett mérkőzés 87. percében, Bartłomiej Babiarz cseréjeként lépett pályára. Első gólját 2016. július 18-án, az Arka Gdynia ellen 2–0-ra megnyert találkozón szerezte meg. 2020. július 1-jén 1½ éves szerződést kötött a Raków Częstochowa együttesével. 2020. augusztus 29-én, a Lechia Gdańsk ellen 3–1-es győzelemmel zárult bajnokin kétszer is betalált az ellenfél hálójába.

### A válogatottban
Gutkovskis az U17-estől az U21-esig szinte minden korosztályban képviselte Lettországot.
2016-ban debütált a felnőtt válogatottban. Először a 2016. október 7-ei, Feröer-szigetek ellen 2–0-ra elvesztett mérkőzésen lépett pályára. Első válogatott gólját 2020. november 11-én, San Marino ellen 3–0-ra megnyert barátságos mérkőzésen szerezte.

## Statisztikák
2023. március 5. szerint
| Klub              | Szezon   | Osztály     | Bajnokság | Bajnokság | Kupa és Ligakupa | Kupa és Ligakupa | Nemzetközi | Nemzetközi | Összesen | Összesen |
| Klub              | Szezon   | Osztály     | Meccs     | Gól       | Meccs            | Gól              | Meccs      | Gól        | Meccs    | Gól      |
| ----------------- | -------- | ----------- | --------- | --------- | ---------------- | ---------------- | ---------- | ---------- | -------- | -------- |
| Nieciecza         | 2015–16  | Ekstraklasa | 7         | 0         | 0                | 0                | —          | —          | 7        | 0        |
| Nieciecza         | 2016–17  | Ekstraklasa | 31        | 8         | 0                | 0                | —          | —          | 31       | 8        |
| Nieciecza         | 2017–18  | Ekstraklasa | 20        | 3         | 2                | 1                | —          | —          | 22       | 4        |
| Nieciecza         | 2018–19  | I Liga      | 25        | 9         | 0                | 0                | —          | —          | 25       | 9        |
| Nieciecza         | 2019–20  | I Liga      | 25        | 12        | 0                | 0                | —          | —          | 25       | 12       |
| Nieciecza         | Összesen | Összesen    | 108       | 32        | 2                | 1                | 0          | 0          | 110      | 33       |
| Raków Częstochowa | 2020–21  | Ekstraklasa | 29        | 7         | 6                | 5                | —          | —          | 35       | 12       |
| Raków Częstochowa | 2021–22  | Ekstraklasa | 29        | 10        | 6                | 3                | 6          | 1          | 41       | 14       |
| Raków Częstochowa | 2022–23  | Ekstraklasa | 21        | 6         | 3                | 0                | 6          | 1          | 30       | 7        |
| Raków Częstochowa | Összesen | Összesen    | 75        | 23        | 15               | 8                | 12         | 2          | 106      | 33       |
| Összesen          | Összesen | Összesen    | 187       | 45        | 17               | 9                | 12         | 2          | 216      | 56       |

### A válogatottban
| Válogatott | Év       | Pályára lépés | Gól |
| ---------- | -------- | ------------- | --- |
| Lettország | 2016     | 2             | 0   |
| Lettország | 2017     | 3             | 0   |
| Lettország | 2018     | 4             | 0   |
| Lettország | 2019     | 9             | 0   |
| Lettország | 2020     | 6             | 2   |
| Lettország | 2021     | 7             | 3   |
| Lettország | 2022     | 8             | 6   |
| Összesen   | Összesen | 39            | 11  |

#### Góljai a válogatottban
| #  | Időpont              | Helyszín                                   | Ellenfél      | Gólok | Eredmény | Kiírás                                     |
| -- | -------------------- | ------------------------------------------ | ------------- | ----- | -------- | ------------------------------------------ |
| 1  | 2020. november 11.   | Olimpiai Stadion, Serravalle, San Marino   | San Marino    | 3–0   | 3–0      | barátságos mérkőzés                        |
| 2  | 2020. november 17.   | Nemzeti Stadion, Andorra la Vella, Andorra | Andorra       | 4–0   | 5–0      | 2020–2021-es UEFA Nemzetek Ligája (D liga) |
| 3  | 2021. szeptember 1.  | Daugava Stadion, Riga, Lettország          | Gibraltár     | 1–0   | 3–1      | 2022-es VB-selejtező                       |
| 4  | 2021. szeptember 1.  | Daugava Stadion, Riga, Lettország          | Gibraltár     | 2–1   | 3–1      | 2022-es VB-selejtező                       |
| 5  | 2021. november 16.   | Victoria Stadion, Gibraltár                | Gibraltár     | 1–1   | 3–1      | 2022-es VB-selejtező                       |
| 6  | 2022. március 29.    | Nemzeti Stadion, Ta’ Qali, Málta           | Azerbajdzsán  | 1–0   | 1–0      | barátságos mérkőzés                        |
| 7  | 2022. június 10.     | Zimbru Stadion, Chișinău, Moldova          | Moldova       | 1–1   | 4–2      | 2022–2023-as UEFA Nemzetek Ligája (D liga) |
| 8  | 2022. június 10.     | Zimbru Stadion, Chișinău, Moldova          | Moldova       | 3–1   | 4–2      | 2022–2023-as UEFA Nemzetek Ligája (D liga) |
| 9  | 2022. június 14.     | Rheinpark Stadion, Vaduz, Liechtenstein    | Liechtenstein | 1–0   | 2–0      | 2022–2023-as UEFA Nemzetek Ligája (D liga) |
| 10 | 2022. június 14.     | Rheinpark Stadion, Vaduz, Liechtenstein    | Liechtenstein | 2–0   | 2–0      | 2022–2023-as UEFA Nemzetek Ligája (D liga) |
| 11 | 2022. szeptember 25. | Nemzeti Stadion, Andorra la Vella          | Andorra       | 1–0   | 1–1      | 2022–2023-as UEFA Nemzetek Ligája (D liga) |

## Sikerei, díjai
Skonto
- Virslīga
  - Ezüstérmes (3): 2013, 2014, 2015

- Lett Kupa
  - Döntős (1): 2013–14

- Lett Szuperkupa
  - Döntős (1): 2013

Raków Częstochowa
- Ekstraklasa
  - Bajnok (1): 2022–23
  - Ezüstérmes (2): 2020–21, 2021–22

- Lengyel Kupa
  - Győztes (2): 2020–21, 2021–22
  - Döntős (1): 2022–23

- Lengyel Szuperkupa
  - Győztes (2): 2021, 2022

Egyéni
- A lett első osztály gólkirálya: 2014
- A lengyel kupa gólkirálya: 2020–21